# 小磯馨子
小磯 馨子（こいそ かおるこ、1888年（明治21年）2月 - 1950年（昭和25年）5月24日）は、日本の第41代内閣総理大臣である小磯國昭の妻（内閣総理大臣夫人）。新潟県出身。

## 経歴
1887年（明治20年）、越後国柏崎の豪商である牧口義方の五女として生まれる。その後、新潟高等女学校（現在の新潟県立新潟中央高等学校）を卒業し、1907年（明治40年）に後に内閣総理大臣となる小磯國昭と結婚、5男2女を儲けた。
1950年（昭和25年）4月には既に重病の床にあり、同月25日に極東国際軍事裁判でA級戦犯として終身禁錮刑に処された夫の國昭が見舞いのため12時間の仮出所を許されて最後の対面をし、この1か月後の同年5月24日に敗血症のため東京都世田谷区北沢の自宅で死去した。國昭も半年後の11月3日に後を追うように食道癌により死去している。